# Ulmerochorema seonum
Ulmerochorema seonum är en nattsländeart som först beskrevs av Mosely in Mosely och Douglas E. Kimmins 1953.  Ulmerochorema seonum ingår i släktet Ulmerochorema och familjen Hydrobiosidae. Inga underarter finns listade i Catalogue of Life.